# أمل بهوان
أمل سهيل بهوان هي نائب رئيس مجلس إدارة مجموعة سهيل بهوان القابضة ش.م.م وعضو مجلس إدارة منذ عام 2016.

## التعليم
حصلت على بكالوريوس التربية من جامعة السلطان قابوس وماجستير إدارة الأعمال من جامعة السلطان قابوس.

## مسيرتها المهنية
لديها خبرة واسعة في إدارة الشركات عبر مجموعة بهوان منذ عام 1998.
تشغل أمل منصباً إدارياً رفيعاً في مجموعة سهيل بهوان، المجموعة التجارية الخاصة في سلطنة عمان، وأسست شقيقتها هند شركة تكنولوجيا معلومات عالمية تدعى (بهوان سايبرتك).
احتلت أمل بهوان المرتبة الثانية عشرة في قائمة فوربس أقوى النساء العربيات في العالم لعام 2017، متقدّمة عشرة مراكز عن تصنيف 2016.